# Памятник Александру Фадееву
Памятник Александру Фадееву — скульптурный ансамбль, посвящённый советскому писателю Александру Александровичу Фадееву (1901—1956) и героям его произведений «Разгром» и «Молодая гвардия». Установлен в Москве на Миусской площади перед Дворцом пионеров и школьников. Авторы монумента — скульптор В. А. Фёдоров, архитекторы М. Е. Константинов, В. Н. Фурсов. Памятник имеет статус выявленного объекта культурного наследия.

## Открытие
Торжественное открытие памятника состоялось 25 января 1973 года при большом скоплении народа. Церемония началась с выступления председателя исполкома Моссовета В. Ф. Промыслова. Затем первый секретарь правления Союза писателей СССР Г. М. Марков произнёс речь о творчестве А. А. Фадеева. На церемонии также присутствовали кандидаты в члены Политбюро ЦК КПСС П. Н. Демичев и М. С. Соломенцев.

## Описание
Скульптурный ансамбль расположен на подиуме-площадке из гранитных блоков. В центре — бронзовая скульптура А. А. Фадеева на пьедестале из серого гранита. Писатель изображён во весь рост, в правой руке он держит книгу. Скульптор передал характерную фадеевскую позу и манеру держать голову. Слева от центральной скульптуры — герои романа «Разгром». Бронзовые конные фигуры Левинсона и Метелицы привстали на стременах, как будто готовясь броситься в бой. Справа запечатлены пять комсомольцев, членов подпольной организации «Молодая гвардия».